# Criptografie asimetrică

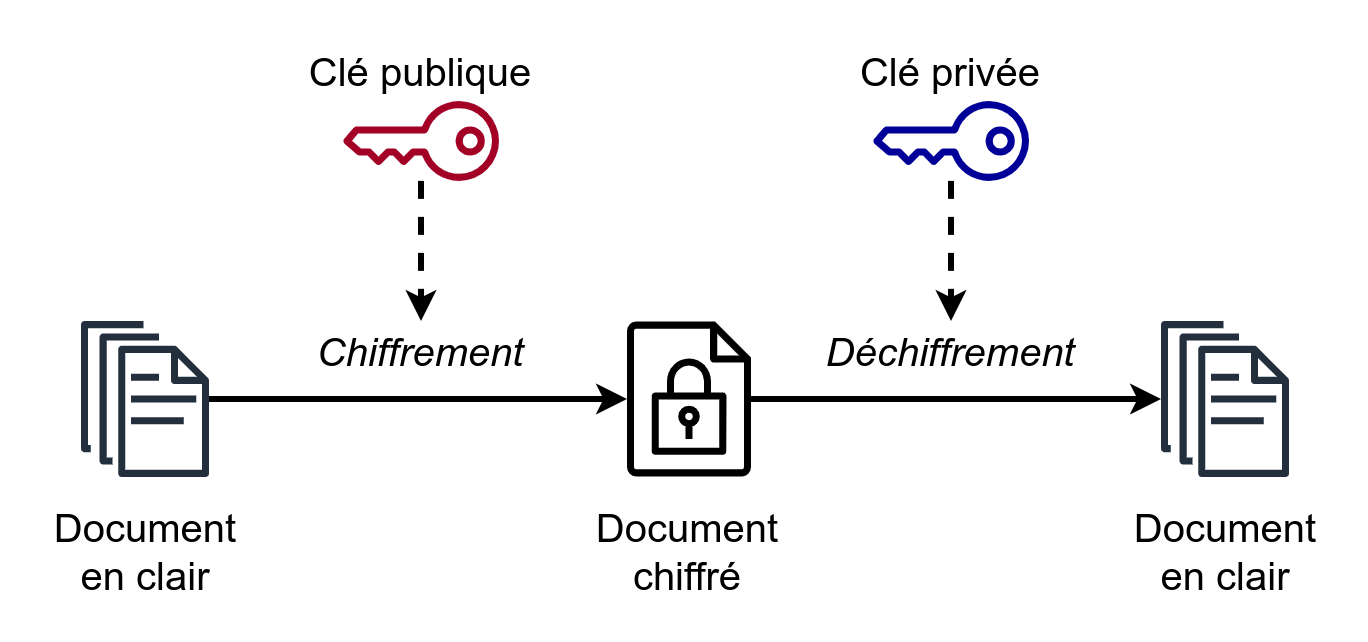
Modul de funcționare a criptografiei asimetrice: criptarea este realizată cu o cheie publică, urmând ca aceasta să fie decriptată cu o altă cheie, privată

Criptografia asimetrică este un tip de criptografie care utilizează o pereche de chei: o cheie publică și o cheie privată. Un utilizator care deține o astfel de pereche își publică cheia publică astfel încât oricine dorește să o poată folosi pentru a-i transmite un mesaj criptat. Numai deținătorul cheii secrete (private) este cel care poate decripta mesajul astfel criptat.
Matematic, cele două chei sunt legate, însă cheia privată nu poate fi obținută din cheia publică. În caz contrar, oricine ar putea decripta mesajele destinate unui alt utilizator, fiindcă oricine are acces la cheia publică a acestuia.
O analogie foarte potrivită pentru proces este folosirea cutiei poștale. Oricine poate pune în cutia poștală a cuiva un plic, dar la plic nu are acces decât posesorul cheii de la cutia poștală.
Criptografia asimetrică se mai numește criptografie cu chei publice.
Metodele criptografice în care se folosește aceeași cheie pentru criptare și decriptare sunt metode de criptografie simetrică sau criptografie cu chei secrete.
Sistemele de criptare cu chei simetrice folosesc o singură cheie, atât pentru criptare cât și pentru decriptare. Pentru a putea folosi această metodă, atât receptorul cât și emițătorul ar trebui să cunoască cheia secretă. Aceasta trebuie sa fie unică pentru o pereche de utilizatori, fapt care conduce la probleme din cauza gestionării unui număr foarte mare de chei. Sistemele de criptare asimetrice înlătură acest neajuns. De asemenea, se elimină necesitatea punerii de acord asupra unei chei comune, greu de transmis în condiții de securitate sporită între cei doi interlocutori.
Cele două mari ramuri ale criptografiei asimetrice sunt:
1.Criptarea cu cheie publică – un mesaj criptat cu o cheie publică nu poate fi decodificat decât folosind cheia privată corespunzătoare. Metoda este folosită pentru a asigura confidențialitatea.
2.Semnături digitale – un mesaj semnat cu cheia privată a emițătorului poate fi verificat de către oricine, prin acces la cheia publică corespunzătoare, astfel asigurându-se autenticitatea mesajului.
O analogie pentru semnăturile digitale ar fi sigilarea unui plic folosind un sigiliu personal. Plicul poate fi deschis de oricine, dar sigiliul personal este cel care verifică autenticitatea plicului.
O problemă majoră în folosirea acestui tip de criptare este încrederea (dovada) că, cheia publică este corectă, autentică și nu a fost interceptată sau înlocuită de o a treia parte răuvoitoare. În mod normal, problema este rezolvată folosind infrastructura cu cheie publică (PKI) în care una sau mai multe persoane asigură autenticitatea cheilor pereche. O altă abordare folosită de PGP (Pretty Good Privacy) este cea a conceptului web of trust.

## Istorie
In trecut, cheia folosită pentru criptare trebuia să fie secretă și prestabilită folosind o metodă sigură, dar nu criptică, de exemplu, o întâlnire sau un curier sigur. Totuși, această metodă impunea niște dificultăți de ordin practic. Criptarea cu cheie publică a fost creată tocmai cu scopul de a înlătura aceste probleme – cu această metodă utilizatorii pot comunica sigur pe un canal nesigur fară să fie nevoie de o cheie prestabilită.
În 1874, o carte scrisă de William Stanley Jevons descria relația dintre funcțiile neinversabile și criptografie și discuta concret despre problema factorizării folosită cu scopul de a crea funcția capcană în sistemul RSA. În iulie 1996, un critic a comentat astfel cartea lui Jevons:
În cartea sa Jevons a observat că există situații în care operația directă este relativ simplă, dar cea inversă este iredutabil mai grea. Un exemplu menționat de el este criptarea, care este simplă în comparație cu decriptarea. În aceeași secțiune a cărții este acordată o mare importanță ideii că inmulțirea întregilor este ușoară, dar descompunerea produsului în factori primi e mult mai grea. Astfel Jevons a anticipat un principiu cheie din algoritmul RSA folosit pentru criptografia asimetrică, deși nu este Jevons cel care a inventat intreg conceptul.
Un sistem criptografic cu chei asimetrice a fost publicat în 1976 de Whitfield Diffie și de Martin Hellman, care, influențați de studiul lui Ralph C. Merkle pe tema cheilor publice, au relizat o metodă de acord al cheilor publice. Această metodă exponențială de schimb de chei, cunoscută sub numele de Schimbul de chei Diffie-Hellman, a fost prima metodă practică publicată care permitea comunicarea pe un canal nesigur fară a fi necesară păstrarea unui secret. Metoda lui Merkle a devenit cunoscută ca Puzzel-urile lui Merkle și a fost publicată în 1978.
O generalizare a metodei lui Cocks a fost reinventată în 1977 de Ron Rivest, Adi Shamir și Leonard Max Adleman, toți de la MIT (Massachusetts Institute of Technology). Ultimii doi autori și-au publicat studiile în 1978, iar algoritmul a devenit cunoscut sub numele de RSA. RSA folosește produsul dintre două numere prime mari pentru a cripta si decripta, făcînd atît criptarea cheiei publice cît și semnatura digitală. Securitatea acestei metode se bazează pe dificultatea descompunerii numerelor mari, o problemă la care nu a fost gasită o soluție practicabilă până în prezent.
Din 1970 încoace, o mulțime de metode de criptare, semnături digitale, acordul asupra cheilor si alte tehnici au fost dezvoltate în domeniul criprografiei asimetrice.